# Hauni Hungaria Gépgyártó Kft.
A Hauni Hungaria  Gépgyártó Kft. pécsi székhelyű berendezés- és gépgyártó cég, a város egyik legnagyobb ipari foglalkoztatója. A tevékenységi körében konstrukció, forgácsolás, lemezmegmunkálás, szerkezeti egységek és gépek összeszerelése, komplett gépek és berendezések fejlesztése szerepel.

## Tulajdoni viszonyok
Anyacége a hamburgi székhelyű Hauni Maschinenbau AG, a nemzetközi dohányipar gépeinek és berendezéseinek világszerte vezető gyártója. A Hauni név a Hanseatische Universelle rövidítése. A cégcsoport tulajdonosa a Körber AG.

## Története
1994-ben a Hauni megvásárolta a Sopiana Gépgyár csarnokait, gépeit, megalakult a Hauni Hungaria két profitcenterrel: szerelőüzem és a forgácsoltalkatrész-gyártó, 10 ezer m²-en, 210 fővel.
1995-1998 között zajlott a cég modernizálása, 1998-2004 között a berendezésgyártás stratégiai bővítése. 2000-2005-ben nőtt a forgácsoltalkatrész-gyártás.
2001-2004 között felépült, bővült az üzemcsarnok, fejlődött a logisztikai és cigarettagyártó gépek összeszerelése. 2002-2005-ben a lemezüzem, 2006-ban új központi raktár és logisztika épült ki. 2008-ban önálló profitcenter lett a konstrukció, megkezdődött az együttműködés és gyártás a különböző dohányágazati vállalatokkal.
1994-ben a kft. 400 emberrel kezdte meg a termelést, 2010-ben több mint 800 főt, 2013-ban már kb. ezer dolgozót foglalkoztatott.
2013-ban 4200 négyzetméteres új üzemcsarnokot adtak át, ekkor a gyártócsarnokok összterülete már 45 ezer m² volt. 2015-ben a korábbi vásártér helyén épült új szociális épületet avattak. A háromemeletes épületben 1200 fős öltözőt, ebédlőt, orvosi szobát és konferenciatermet alakítottak ki.
2018-ban a cég együttműködési megállapodást kötött a Pécsi Tudományegyetemmel., és ugyanebben az évben a Német–Magyar Ipari és Kereskedelmi Kamara a Hauni Hungariának ítélte a Megbízható Munkaadó Díjat. 2019-ben a Hauni Hungária Gépgyártó Kft. 5,7 milliárd forint értékű beruházást jelentett be.